# اشتاسفورت
شهر اشتاسفورت (به آلمانی: Staßfurt) در ایالت زاکسن-آنهالت در کشور آلمان واقع شده‌است.

## نگارخانه

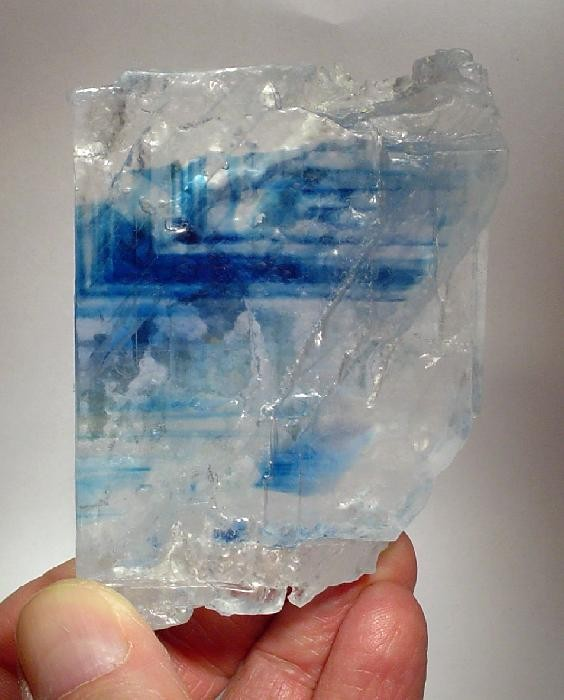